# Andrzej Siewierski (zm. 1654)
Andrzej Siewierski herbu Ogończyk (zm. 1654) – starosta ostrzeszowski 1610–1651, poseł na sejm, elektor Władysława IV Wazy.

## Życiorys
Andrzej Siewierski pochodził ze szlacheckiego rodu Siewierskich herbu Ogończyk. Syn starosty ostrzeszowskiego Stanisława Siewierskiego i Zofii Siewierskiej z domu Bojanowskiej, brat Stanisława Siewierskiego. W 1604 Ojciec ufundował mu studia zagraniczne na Uniwersytecie w Helmstedt, a następnie na Uniwersytecie w Lipsku. Ze względu na niestabilną sytuację w Rzeczypospolitej wywołaną rokoszem Zebrzydowskiego Siewierski powrócił do kraju, stając się bliskim współpracownikiem wojewody krakowskiego Mikołaja Zebrzydowskiego.
W 1610 roku Siewierski zaczął sprawować urząd starosty ostrzeszowskiego, piastując go do 1651 r.

Poseł województwa sieradzkiego i ziemi wieluńskiej na sejm zwyczajny 1613 roku. W 1621 r. wraz z pospolitym ruszeniem wyruszył na wojnę z Turcją. Andrzej Siewierski, będąc posłem na sejm elekcyjny w 1632 roku, podczas debaty nad pacta conventa wyróżnił się zainicjowaniem dyskusji na temat obciążenia dóbr królewskich kosztami utrzymania wojska. Siewierski podpisał elekcję Władysława IV Wazy, reprezentując ziemię wieluńską. 

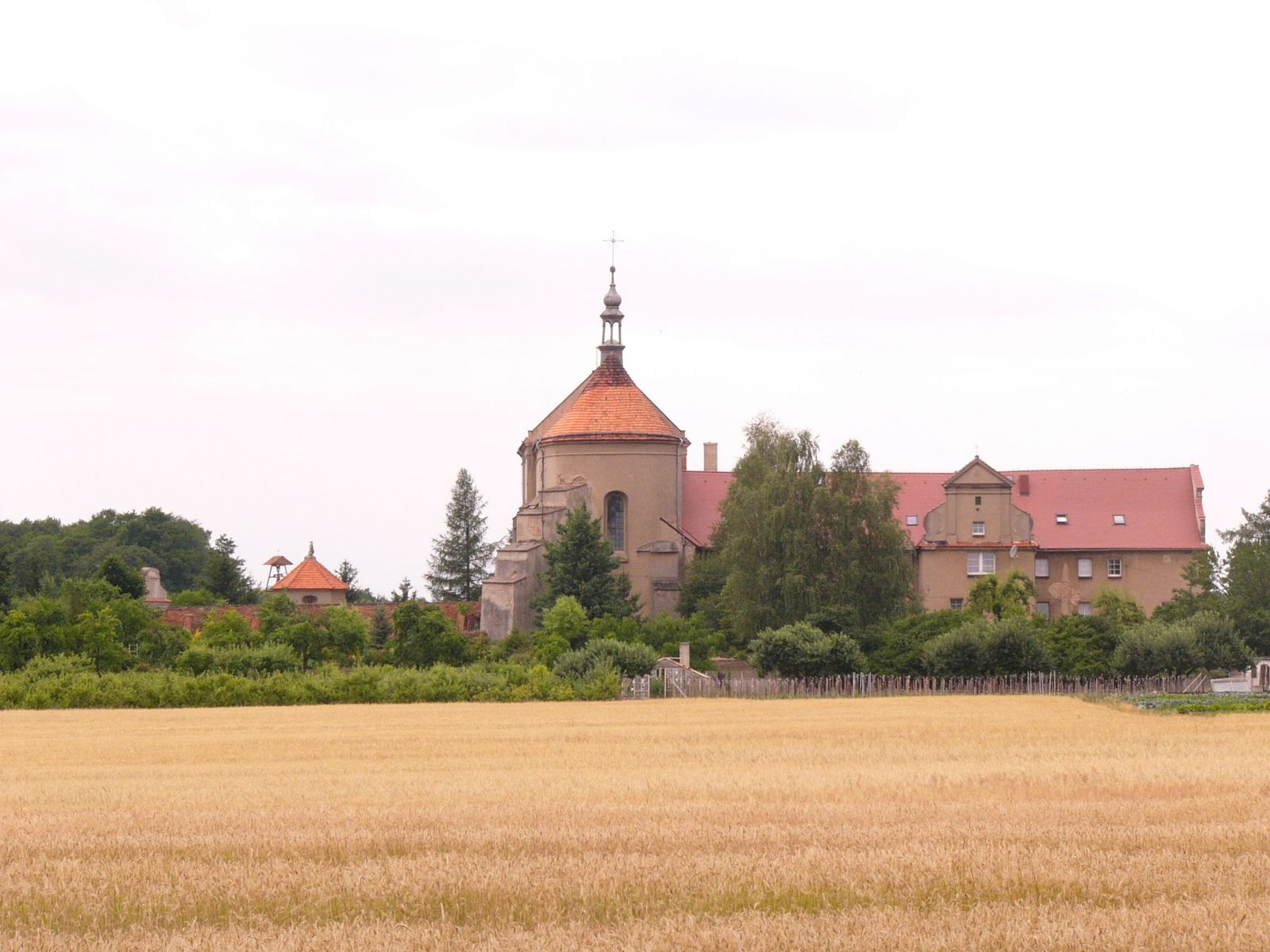
Pobernardyński klasztor nazaretanek w Ostrzeszowie

Andrzej Siewierski był inicjatorem sprowadzenia na ziemię ostrzeszowską bernardynów oraz fundatorem miejscowego klasztoru, miało to być wotum za uzdrowienie. Jego zamiary zbiegły się z uchwałą miejscowej szlachty, która na zjeździe szlachty ziemi ostrzeszowskiej w 1629 roku podjęła decyzję o sprowadzeniu zakonników i wybudowaniu klasztoru. Wewnątrz klasztoru znajdują się herby rodów, które były fundatorami klasztoru, między innymi: Leszczyńskich i Siewierskich.